# Constelações obsoletas

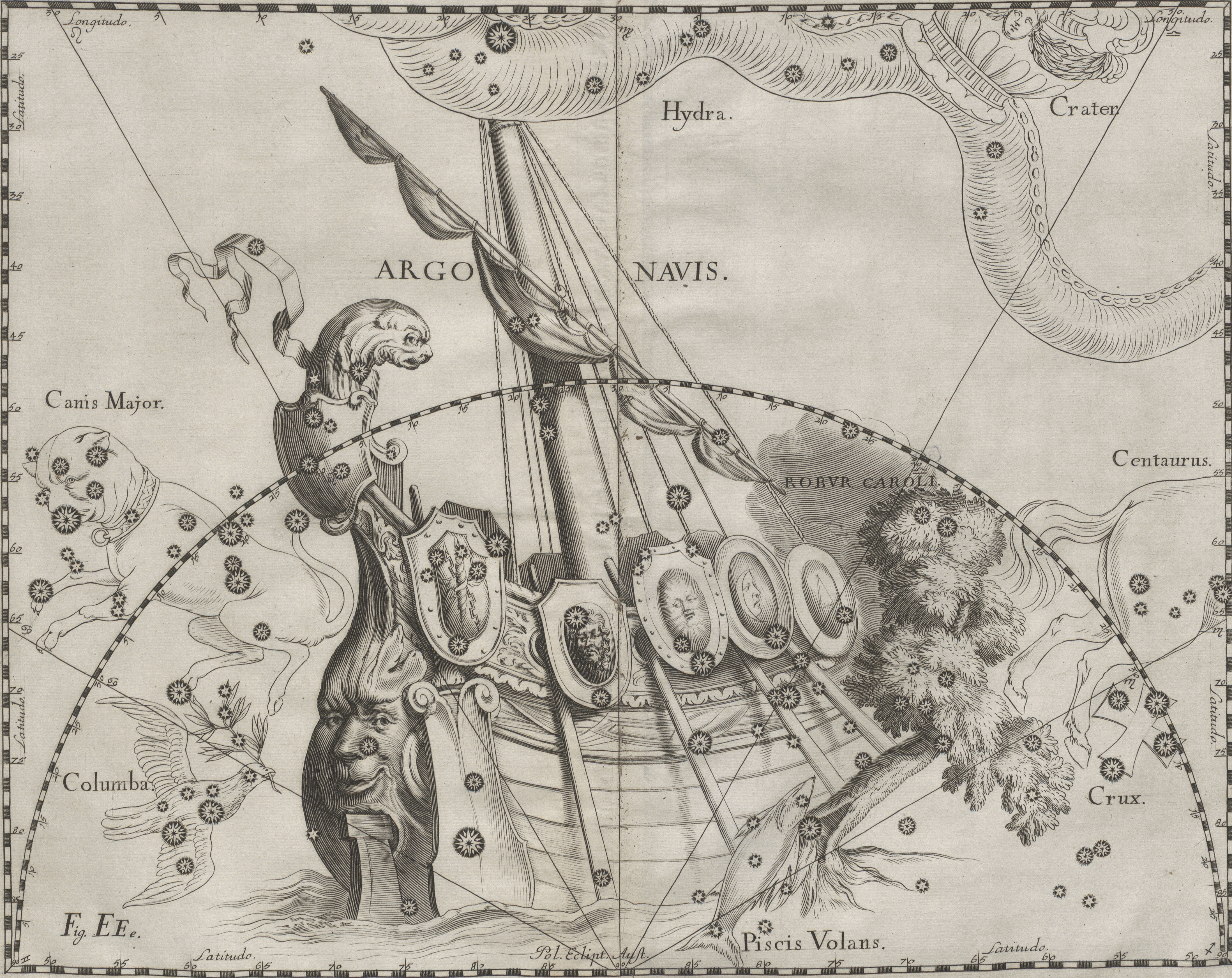
A antiga constelação Argo Navis

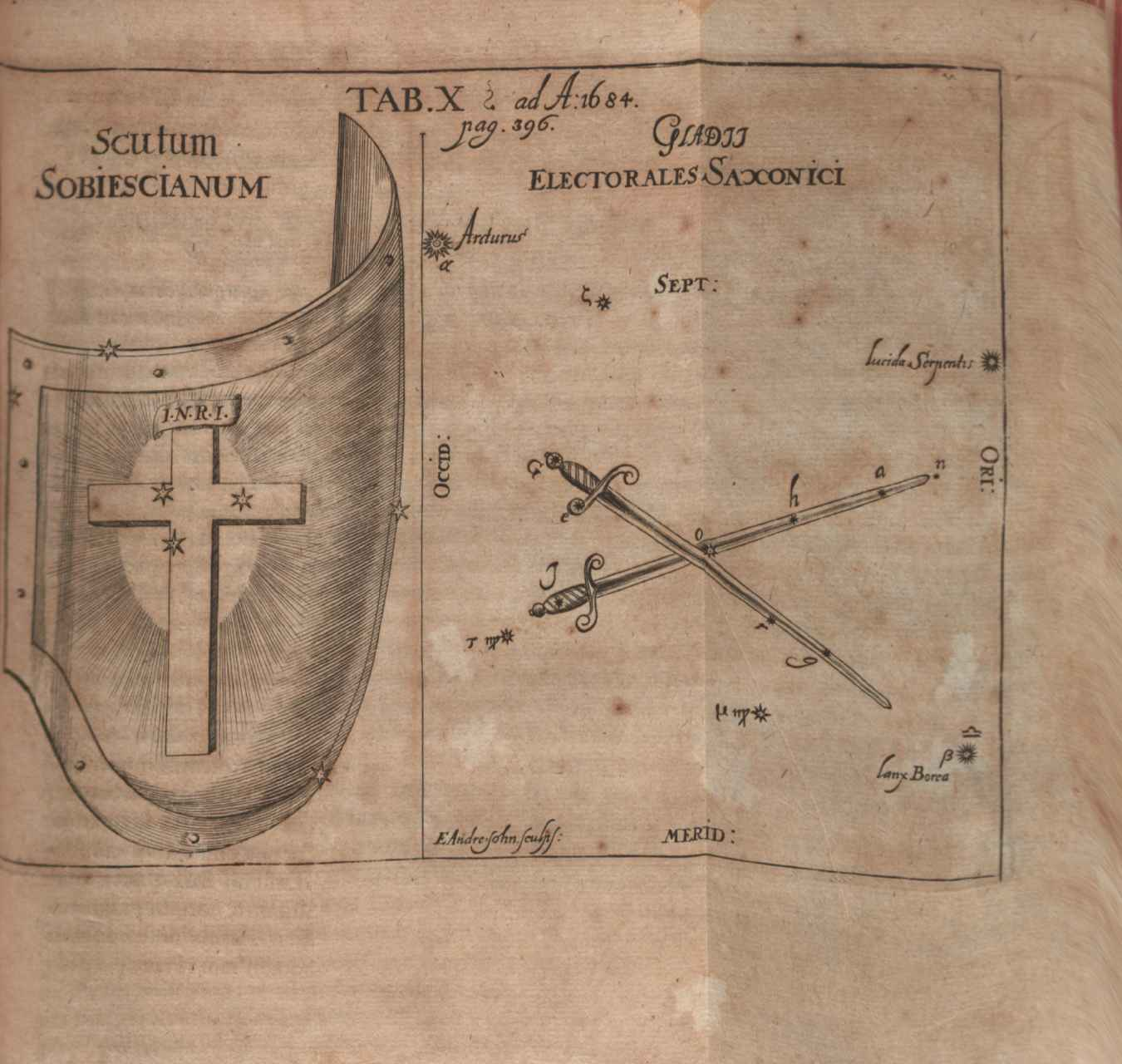
Espadas Saxônicas de 1684, Acta Eruditorum

As constelações obsoletas são antigas constelações históricas ocidentais que, por várias razões, não são mais amplamente reconhecidas ou não são oficialmente reconhecidas pela União Astronômica Internacional (UAI). Antes de 1930, muitas dessas constelações extintas eram tradicionais em um ou mais países ou culturas. Alguns duraram apenas décadas, mas outros foram referidos ao longo de muitos séculos. Todos agora são reconhecidos apenas por terem valor clássico ou histórico. Muitas constelações anteriores tinham nomes latinizados complexos após objetos, pessoas ou criaturas mitológicas ou zoológicas. Outros com nomes complicados foram encurtados por conveniência. Por exemplo, Scutum Sobiescianum foi reduzido a Scutum, Mons Mensae a Mensa e Apparatus Sculptoris a Sculptor.
Algumas das antigas constelações do céu do norte foram colocadas nas regiões menos povoadas entre as tradicionais constelações mais brilhantes apenas para preencher as lacunas. No céu do sul, novas constelações foram muitas vezes criadas por volta do século XV por viajantes que começaram a viajar ao sul do Equador. Países europeus como Inglaterra, França, Holanda, estados alemães ou italianos, etc., muitas vezes apoiaram e popularizaram seus próprios contornos de constelação. Em alguns casos, diferentes constelações ocupavam áreas sobrepostas e incluíam as mesmas estrelas. Essas antigas constelações são frequentemente encontradas em livros mais antigos, mapas estelares ou catálogos estelares.
Os 88 nomes e limites das constelações modernas foram padronizados por Eugene Delporte para a UAI em 1930, sob um acordo internacional, removendo quaisquer possíveis ambiguidades astronômicas entre astrônomos de diferentes países. Quase todas as constelações antigas ou extintas diferem em seus limites designados na medida em que têm contornos que não seguem as linhas exatas de ascensão e declinação retas.

## Ex-constelações notáveis

### Argo Navis
Argo Navis é a única constelação da lista original de 48 constelações de Ptolemeu que não é mais oficialmente reconhecida. Devido ao seu grande tamanho, foi dividido em três constelações por Nicolas-Louis de Lacaille: Carina (a quilha), Puppis (o convés de popa) e Vela (as velas). As novas constelações foram introduzidas no catálogo de estrelas de 1763 Coelum Australe Stelliferum, que foi publicado logo após a morte de Lacaille.

### Quadrans Muralis
Quadrans Muralis foi originalmente criado em 1795, colocado nos céus do norte entre as constelações ainda aceitas de Boötes e Draco. A chuva de meteoros Quadrântidas recebeu o nome desta antiga constelação.

### Nomenclatura remanescente
- 53 Eridani mantém o nome Sceptrum da antiga constelação Sceptrum Brandenburgicum.[6]